# Borowskie Gziki
Borowskie Gziki – wieś w Polsce położona w województwie podlaskim, w powiecie białostockim, w gminie Turośń Kościelna.

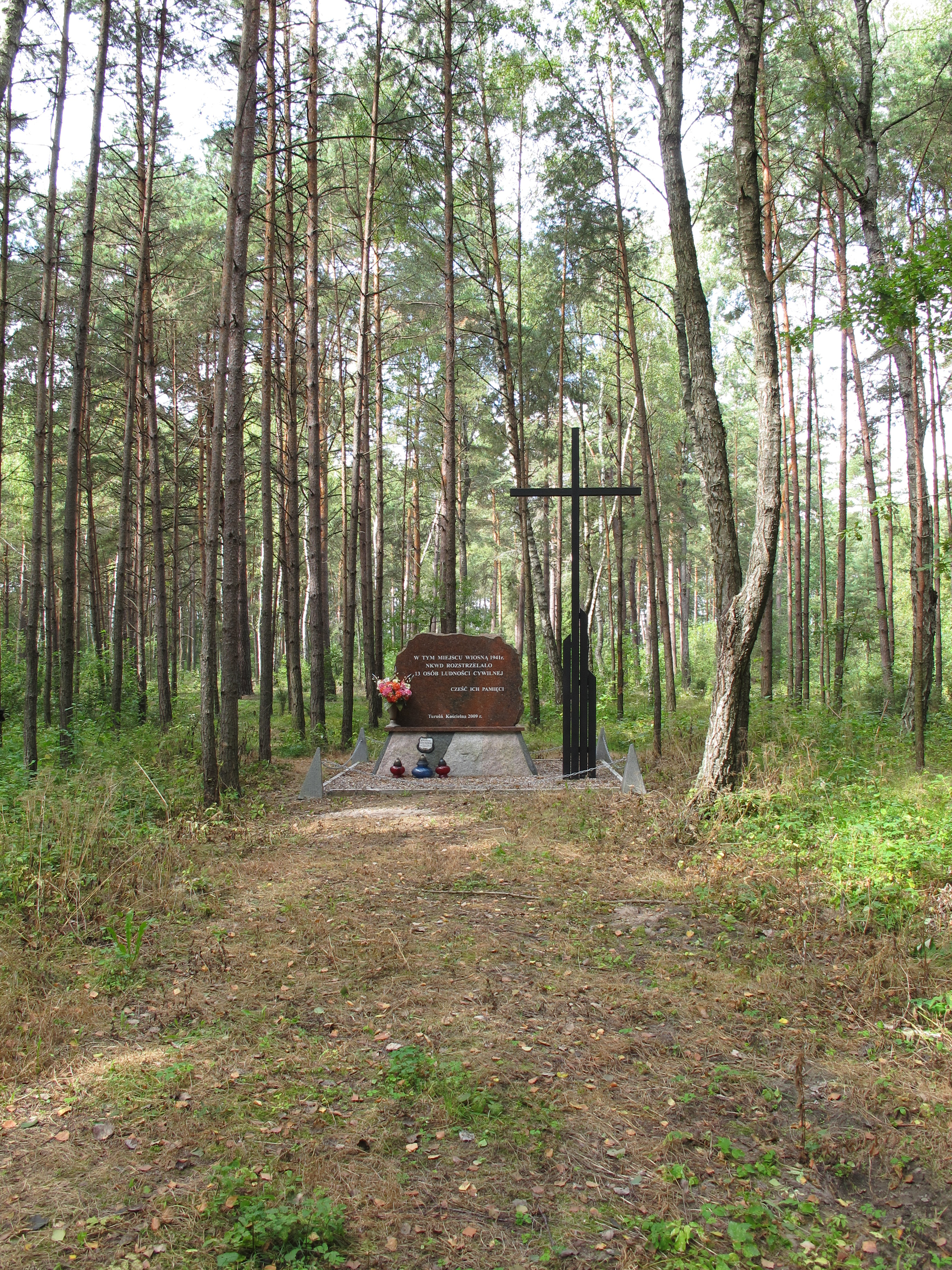
Pomnik „Mały Katyń” w pobliżu wsi

Zaścianek szlachecki Gziki należący do okolicy zaściankowej Borowskie położony był w drugiej połowie XVII wieku w powiecie suraskim ziemi bielskiej województwa podlaskiego. W latach 1975–1998 miejscowość administracyjnie należała do województwa białostockiego.
Wiosną 1941 r. funkcjonariusze NKWD aresztowali w okolicach wsi 15 przypadkowych osób, które zostały stracone strzałem w głowę w pobliskim lesie. Po egzekucji wrzucono ich do wykopanych rowów. We wrześniu 2009 r. w miejscu straceń odsłonięto pomnik zwany "Małym Katyniem".
Wierni kościoła rzymskokatolickiego należą do parafii Świętej Trójcy w Turośni Kościelnej.